# Solución política a los problemas derivados de la guerra popular
La Solución política a los problemas derivados de la guerra popular, o Solución política, fue una estrategia elaborada por Abimael Guzmán, líder de Sendero Luminoso, en el año 2000, con el objetivo de lograr la liberación de los senderistas encarcelados y derogar las leyes antiterroristas. La estrategia fue planteada luego de la finalización de los "Acuerdo de Paz" y, en el año 2006, fue sustituida por una nueva estrategia denominada "Solución política, amnistía general y reconciliación nacional", de la cual surgiría el MOVADEF y organizaciones afines. La "Solución política" fue calificada posteriormente por Guzmán como un "triunfo de envergadura".

## Contexto

### Antecedentes
En 1992, Abimael Guzmán fue capturado por el GEIN en la Operación Victoria. Una vez capturado, Guzmán ideó los “Acuerdos de paz” para poder reestructurar la organización subversiva a la par que Vladimiro Montesinos puso en marcha la Operación MISTI-92 para lograr la capitulación de Guzmán y la división de Sendero Luminoso en dos facciones enfrentadas (los “acuerdistas” y la facción proseguir). En el año 2000, los miembros de Sendero Luminoso afines a los acuerdos se reunieron en la Base Naval del Callao para desarrollar una nueva estrategia que denominaron “Solución Política a los problemas derivados de la guerra popular”.

### Los 5 puntos
El 3 de diciembre del 2000, en medio de la caída del régimen fujimorista, se lanzó un comunicado denominado “¡Viva el 3 de diciembre. 21° aniversario de las fuerzas armadas revolucionarias y día de reafirmación en la jefatura del Presidente Gonzalo!”. En dicho comunicado, se planteó 5 puntos a seguir:
- Solución política a los problemas derivados de la guerra, donde se hace un llamado a “luchar por la libertad” de 2900 senderistas encarcelados “principalmente la lucha por la libertad del Presidente Gonzalo y [la] camarada Miriam pues es lo que necesita y requiere la revolución peruana y la revolución proletaria mundial”.
- Verdadera amnistía general en función de una futura reconciliación nacional, donde se hace un llamado a una amnistía para alcanzar la “reconciliación nacional”. Según el documento, “sin vencedores ni vencidos, sin represalias, venganzas, persecuciones ni restricciones personales contra nadie, como ya nos planteara el Presidente Gonzalo el año 93”.
- Democratización de la sociedad peruana, donde, tras criticar el régimen de Alberto Fujimori, se hace un llamado a “impulsar el movimiento popular y luchar por defender los derechos fundamentales y los derechos laborales de la clase a fin de que la lucha popular se exprese en la Nueva constitución a que necesariamente se marcha pues se requiere un cambio de leyes”. Además, se desconoce “los juicios en el Fuero Militar y planteamos la revisión de todos los casos partiendo del juicio del Presidente Gonzalo y la camarada Miriam”.
- Producción nacional y trabajo para el empleo.
- Cierre del penal militar de la Base Naval del Callao.

Adicionalmente, se desenvolvió una acción conjunta con el grupo del "Camarada Feliciano" (Sendero Rojo) y el MRTA, teniendo en cuenta los intereses comunes.

## Desarrollo

### Campaña en las cárceles
Tras la publicación del documento, los líderes senderistas empezaron una campaña exigiendo mejores condiciones carcelarias, la derogación de las leyes antisubversivas y el inicio de nuevos juicios. Como parte de esta campaña, Abimael Guzmán y Elena Iparraguirre enviaron cartas al por entonces presidente Valentín Paniagua, al premier Javier Pérez de Cuéllar y al ministro de justicia Diego García Sayán (los líderes del MRTA, Víctor Polay Campos y Peter Cárdenas Schulte, también enviaron cartas). El 18 de enero de 2001, se dio el decreto supremo 003-2001-JUS donde se aumentaba el número de visitas y el tiempo de las visitas, además de darse acceso a radios, diarios y teléfonos y admitir las reuniones grupales. El vicealmirante Noriega Lores, por entonces presidente del Consejo Supremo de Justicia Militar, envió dos oficios a García Sayán en febrero y abril de 2001 donde le advertía que los cambios dados eran asumidos por los líderes terroristas como "signos de debilidad". Además de las cartas, los líderes senderistas iniciaron huelgas de hambre como medida de presión, uniéndose a ellos los líderes del MRTA; continuando estas medidas de presión bajo el gobierno de Alejandro Toledo. Como resultado, se mejoraron las condiciones carcelarias aunque sin reformar la legislación antisubversiva.

### Campaña legal

#### Presentación de firmas
En el año 2001, en una convención nacional "de organizaciones y masas por una auténtica comisión de la verdad", Marcelino Tineo junto a Manuel Fajardo (abogado de Abimael Guzmán) y otros tres personajes más iniciaron una campaña de recolección de firmas.
La campaña legal fue iniciada el 15 de julio del 2002, con una demanda ante el Tribunal Constitucional presentada por  Marcelino Tineo Sulca, Manuel Fajardo, Alberto Mego Márquez, Walter Humala y María Salazar Pino (quienes reconocieron cercanía con el Pensamiento Gonzalo). La campaña fue iniciada por orden directa de Guzmán. La demanda, que pedía la derogación de la legislación antisubversiva, fue acompañada de firmas de más de 5 mil ciudadanos, interponiendo acción de inconstitucionalidad a los Decretos Leyes N.º 25475, 25659, 25708 y 25880 (promulgados durante el gobierno de Fujimori). Para la recolección de las firmas fue fundamental la Asociación de Familiares de Presos Políticos, Desaparecidos y Víctimas del Genocidio (AFADEVIG), un organismo generado que agrupa familiares de senderistas.

#### Resolución del Tribunal Constitucional
Como resultado de esto, el 3 de enero de 2003, a través de la resolución 00010-2002-AI-TC, el Tribunal Constitucional dispuso declarar: 
inconstitucionales el artículo 7 y el inciso h) del artículo 13.° del Decreto Ley N.° 25475 así como la frase “con aislamiento celular continuo durante el primer año de su detención y luego” y “En ningún caso, y bajo responsabilidad del Director del establecimiento, los sentenciados podrán compartir sus celdas unipersonales, régimen disciplinario que estará vigente hasta su excarcelación” del artículo 20º del Decreto Ley N.° 25475. También es inconstitucional el inciso d) del artículo 12.° del mismo Decreto Ley 25475.

Asimismo, son inconstitucionales los artículos 1º, 2º, 3º, 4º, 5º y 7º del Decreto Ley N.° 25659. También la frase “o traición a la patria” del artículo 6º del mismo Decreto Ley N.° 25659 y los artículos 1º, 2º y 3° del Decreto Ley N.° 25708; los artículos 1 y 2º del Decreto Ley N.° 25880. Finalmente, son también inconstitucionales los artículos 2º, 3º, y 4º del Decreto Ley N°. 25744.
Y exhortó al congreso de la república reemplazar:
la legislación correspondiente a fin de concordar el régimen jurídico de la cadena perpetua con lo expuesto en esta sentencia en los fundamentos jurídicos N. 190 y 194 así como establezca los límites máximos de las penas de los delitos regulados por los artículos 2º, 3º, incisos b) y c); y 4º, 5º y 9º del Decreto Ley N.° 25475, conforme a lo expuesto en el fundamento jurídico N.° 205 de esta sentencia. Finalmente, a regular la forma y el modo como se tramitarán las peticiones de nuevos procesos, a los que se refieren los fundamentos 229 y 230 de esta sentencia.
Consecuencia de esto, se inició una revisión de sentencias a la par que el gobierno de Alejandro Toledo solicitó, con carácter urgente, facultades legislativas para reformar el marco legal antiterrorista. La cadena perpetua a líderes terroristas fue levantado para nuevos juicios en el fuero civil. El 21 de marzo de 2003 se anunció un nuevo juicio para Abimael Guzmán tras anularse su sentencia de cadena perpetua.

#### Movimiento Popular de Control Constitucional
Tras la sentencia del Tribunal Constitucional, el Movimiento Popular del Control Constitucional (MPCC) sacó un comunicado a la opinión pública donde declaraba:
1.- La emisión de la Sentencia del Tribunal Constitucional remata todo un proceso de tenaz empeño por cambiar las leyes emitidas por un Régimen de facto en materia de subversión, y consideramos haber cosechado un triunfo, por que ha quedado demostrado el carácter inconstitucional del sistema legal antisubversivo... 
 5.- Empero recogemos los aspectos positivos, como haber puesto fin a los tribunales militares y la ley de apología y abrir la posibilidad de nuevos juicios masivos, quedando la condenable limitación de mantener la cadena perpetua, no obstante declararla inconstitucional... 
En febrero del 2003 se creó formalmente el Movimiento Popular de Control Constitucional (MPCC) bajo el liderazgo de Marcelino Tineo. El MPCC se encargó de defender los sentenciados por terrorismo, además, en 2004, presentó más de 200 recursos de habeas corpus para la liberación de "presos políticos", entre ellos Abimael Guzmán. En el año 2005, presentaron una demanda de inconstitucionalidad contra el nuevo marco legal antiterrorista.

### Campaña en las masas
Como parte de la "solución política", se desarrollaron trabajos orientados a obtener una opinión pública favorable hacia los senderistas tanto a nivel nacional como internacional, además, se dispuso la llegada a los sectores populares y enlaces con organismos de derechos humanos, se buscó enlazar al Partido a los reclamos de los sectores populares y se realizó trabajos en defensa de la "guerra popular".

## Consecuencias
El 5 de noviembre del 2004, se inició un juicio ante un tribunal civil a Abimael Guzmán. En octubre de 2006, Guzmán fue condenado a cadena perpetua. Ante esto, Guzmán propuso una nueva estrategia denominada "Solución política, amnistía general y reconciliación nacional", a través de la cual se crearía el MOVADEF para la participación política. Por otro lado, para el año 2013, se liberaron más de 2 mil condenados por terrorismo quedando en las cárceles 545 presos.